# USS Strong (DD-758)
O USS Strong (DD-758) foi um Destroyer norte-americano que serviu durante a Segunda Guerra Mundial. Transferido para a Marinha do Brasil foi renomeado CT Rio Grande do Norte (D-37).

## Comandantes
| Comandante                | Data                             |
| ------------------------- | -------------------------------- |
| Cdr. Charles M. Howe, III | 8 de Março de 1945 - Junho de 45 |